# Макдоннелл, Джейми
Джейми Макдоннелл (англ. Jamie McDonnell), род. 30 марта 1986 года Донкастер, Саут-Йоркшир, Великобритания) — британский боксёр-профессионал, выступающий в легчайшей весовой категории (англ. Bantamweight). Чемпион мира (по версии IBF — 2013, по версии WBA, 2014—2018). Чемпион Европы (по версии EBU, 2010—2012.).

## Профессиональная карьера
В 2007 году завоевал титул Англии по версии BBBofC, в легчайшем весе, затем проиграл два боя подряд близким решением судей.
В январе 2010 года завоевал титул Великобритании и Британского Содружества.
Через два месяца, в марте 2010 года завоевал титул чемпиона Европы по версии EBU.
В мае 2013 года завоевал вакантный титул чемпиона мира по версии IBF, победив по очкам близким решением непобеждённого мексиканца, Хулио Сейха (24-0).
31 мая 2014 года завоевал вакантный пояс чемпиона мира в легчайшем весе по версии WBA в бою против таиландца Табтимбаенга На Рахавата.
25 мая 2018 года утратил пояс чемпиона мира в легчайшем весе по версии WBA в бою против японца Наоя Иноуэ, проиграв ему техническим нокаутом в первом раунде.